# Aigars Šķēle
Aigars Šķēle, né le 4 décembre 1992, à Riga, en Lettonie, est un joueur letton de basket-ball. Il évolue au poste d'arrière. Il est le frère d'Armands Šķēle.

## Palmarès
- Champion de Lettonie 2016